# Louise Labé
Louise Charlin Perrin Labé, imenovana tudi kot La Belle Cordière (Lepa vrvarka), francoska pesnica, * ok. 1524, Lyon, Francija, † 25. april 1566, Parcieux.
Znana je kot feministična pesnica renesanse.

## Življenje
Louise Labé se je rodila v Lyonu, v družini izdelovalcev vrvi, kirurgov in mesarjev. Njen oče Pierre Charly je bil uspešen izdelovalec vrvi, ki je odprl podjetje na rue de l'Arbre sec, ob vznožju hriba Saint Sébastien v Lyonu. Ko je leta 1515 umrla njegova prva žena, se je poročil z Etiennette Roybet in imel z njo pet otrok: Barthélemyja, Francoisa, Mathieuja, Claudine in Louise. Sklepajo, da se je Louise Labé rodila na neki točki med očetovo poroko leta 1516 in smrtjo njene matere leta 1523.
Zapisi kažejo, da je Labéjin oče kljub skromnim začetkom sčasoma dosegel nekaj družbenega prestiža. Leta 1534 je bil na primer povabljen pred zbor konzulov mesta Lyon, da bi odobril ustanovitev agencije za pomoč revnim in je pri tem tudi sodeloval.
V nekem obdobju svojega življenja, morda v samostanski šoli, se je Louise Labé izobraževala v tujih jezikih (grščini, latinščini, italijanščini in španščini) in glasbi, natančneje lutnji.
Kot mlada ženska je bila cenjena kot izjemna konjenica in lokostrelka. Njeni zgodnji biografi so jo imenovali »la belle Amazone« in poročajo, da se je oblekla v moška oblačila ter se borila kot vitez na konju v vrstah Dauphinova (pozneje Henrika II.) pri obleganju Perpignana. Prav tako naj bi sodelovala na turnirskih tekmah, ki so se izvajale v Lyonu v čast obiska Henrika II.
Družba je od renesančnih žensk pričakovala, da bodo lokostrelke na konjih, da bodo poznale avtorje pomembnih literarnih del, govorile nekaj tujih jezikov ter da bodo sodelovale v pogovorih o filozofiji in še čem. Louise je tem kriterijem ustrezala.
Med letoma 1543 in 1545 se je poročila z Ennemondom Perrinom, prav tako lyonskim izdelovalcem vrvi. Poroko je narekovala v očetova oporoka in je vzpostavila nasledstvo podjetja za proizvodnjo vrvi, v katerega je bil vključen. Posel je moral biti uspešen, saj je par kupil mestno hišo z velikim vrtom leta 1551 in leta 1557 še podeželsko posestvo v Parcieux-en-Dombes blizu Lyona.
Labéjeva je morda po navdihu posmrtne objave zbirke ljubezenskih pesmi Pernette du Guillet leta 1545 začela pisati lastno poezijo. 13. marca 1555 je Louise Labé od Henrika II. prejela privilegij, ki ščiti njeno izključno pravico do objavljanja svojih del za obdobje 5 let. Njene Œuvre je leta 1555 natisnil priznani lyonski tiskar Jean de Tournes. Poleg njenih lastnih spisov je zvezek vseboval štiriindvajset pesmi v njeno čast, avtorjev njenih moških sodobnikov z naslovom Escriz de divers poetes, a la louenge de Louize Labe Lionnoize (»Spisi raznolikih pesnikov, v hvalo Louise Labé iz Lyonsa«). Avtorji teh pohvalnih pesmi, ki jih vseh ni mogoče zanesljivo identificirati, so Maurice Scève, Pontus de Tyard, Claude de Taillemont, Clément Marot, Olivier de Magny, Jean-Antoine de Baïf, Mellin de Saint-Gelais, Antoine du Moulin in Antoine Fumee. Njeni sodobniki so jo primerjali s Sapfo in jo označili za deseto muzo.
Razprava o tem, ali je bila Labéjeva kurtizana ali ne, se je začela v šestnajstem stoletju in se je nadaljevala vse do danes. Leta 1557 je bila v Lyonu objavljena priljubljena pesem o škandaloznem obnašanju La Cordière. Leta 1560 je Jean Calvin omenil njeno preoblačenje in jo imenoval plebeia meritrix, kar v prevodu pomeni navadna vlačuga. Znanstveniki razpravljajo, kakšen status bi pripisali takšnim izjavam, ki jih je v delu verske propagande objavil pisatelj, čigar ton je bil opisan kot zloben in histeričen. Podobno se sprašujejo, v kolikšni meri je zgodovinar Paradin težil k nevtralni objektivnosti, ko je leta 1573 zapisal: »Imela je obraz, ki je bolj angelski kot človeški, kar pa ni bilo nič v primerjavi z njenim duhom, ki je bil tako čeden, tako kreposten, tako poetičen in tako neobičajen, da bi se zdelo, da ga je ustvaril Bog, da bi se lahko čudil temu kot nečemu izjemnemu.«
Razprave o tem, ali je bila kurtizana ali ne, in drugi vidiki njenega življenja niso bili vedno zanimivi za kritike, ki so vse več pozornosti namenjali njenim spisom, zlasti njenim verzom.
Leta 1564 je v Lyonu izbruhnila kuga in vzela življenja nekaj Labéjinih prijateljev. Leta 1565 se je zaradi slabega zdravja umaknila v dom svojega spremljevalca Thomasa Fortina, bankirja iz Firenc, ki je bil priča njeni oporoki (dokument je ohranjen). Tam je umrla leta 1566. Pokopana je na svoji podeželski posesti blizu kraja Parcieux-en-Dombes, zunaj Lyona.

## Delo
Njeni Œuvre vključujejo dve prozni deli: feministični predgovor, ki spodbuja ženske k pisanju, ki je posvečen mladi lyonski plemkinji Clémence de Bourges, in dramatična alegorija v prozi z naslovom Débat de Folie et d'Amour (v angleščino prevedel Robert Greene leta 1608), ki spada v dolgo tradicijo s primeri od antike do srednjega veka, tradicijo, ki je pridobila sodobno pomembnost zaradi kontroverzne satire, Erazmove pohvale norosti. Débat, njeno najbolj občudovano delo v šestnajstem stoletju, je bil uporabljen kot vir za eno od basni Jeana de la Fontainea, v angleščino pa ga je prevedel Robert Greene leta 1584.
Njeno poezijo sestavljajo tri elegije v slogu Ovidijevih Heroidov in štiriindvajset sonetov, ki se opirajo na izročila neoplatonizma in petrarkizma. Velika tema njenih sonetov so hrepenenja, muke in zadoščenja strastne ljubezni, ki je, pa naj bo še tako plemenita, brez metafizičnih konceptov in brez sklicevanja na popolnejši svet od tega. Kritiki, kot je Breghot du Lut, ki je pisal za izdajo njenih del iz leta 1824, je ugotovil, da se mora bralcu opravičiti za eksplicitnost nekaterih njenih del. Sainte-Beuve je leta 1845 izrazil nekaj, česar naj bi se držali bralci in kritiki vse do danes: kljub temu da je njeno delo pokazalo, da je bila zelo učena, ji to ni preprečevalo, da bi se zdelo, da sodobne bralce nagovarja zelo neposredno.
Njeno poezijo je med poezijo njenih sodobnikov posebej pohvalil Rilke s Ferdimandom Brunetièreom v svojem članku iz leta 1900 o pléjadskih in lyonskih šolah, ki je zapisal, da je bila njena poezija prvič v francoščini izražala takšno vehemenco in naivnost. Sodobni kritiki navajajo njeno zavračanje bolj vpadljivih ali ekstravagantnih metafor in poetičnih učinkov, ki so jih uporabljali pesniki, kot sta Scève ali Pernette du Guillet, kot enega ključnih elementov njene izvirnosti in privlačnosti za sodobnega bralca, o čemer je leta 1980 pisal Jerry C. Nash: »Labéjin lirični glas je resnično eden najboljših izrazov v literaturi umetniške preprostosti, dosledne in mojstrske sinteze snovi in oblike, strasti in poezije.«
Bralci iz sredine prejšnjega stoletja komentirajo, kako v svojih verzih predstavlja ženske na način, ki je v nasprotju s prevladujočimi stališči o tem, kakšna je bila ženska narava ali kaj je žensko naredilo hvale vredno ali obtoževalno, zaradi česar je videti bolj v koraku s sodobnimi idejami, kot so bili njeni sodobniki. Odkrito izražanje ženske želje je bilo prej omejeno na komične žanre, kot je fabliaux.
Soneti so bili njena najbolj znana dela po zgodnjem novem obdobju. V nemščino jih je prevedel Rainer Maria Rilke, v nizozemščino Pieter Cornelis Boutens, v angleščino pa jih je prevedla pesnica Annie Finch.